# Copa Internacional de Futebol Australiano de 2005
A Copa Internacional de Futebol Australiano de 2005  foi a 2ª edição da Copa Internacional de Futebol Australiano. 
O evento foi realizado em Melbourne e Wangaratta, Austrália, em 2005.
10 países participaram, após a desistência tardia de Nauru e Dinamarca e a introdução da Espanha.
Todos os times deveriam ter 4 jogos, com os 4 melhores se enfrentando nas semifinais por uma vaga na Grand Final. A Grand Final foi entre Papua Nova Guiné e Nova Zelândia. Ambos os times chegaram à final de forma invicta. Foi jogada como pano de fundo para uma partida da temporada da Australian Football League e foi reprisada pela Fox Sports (Austrália) e pelo Fox Footy Channel.

## Resultados do Torneio

### 1ª Rodada
(Quarta-feira, 3 de agosto de 2005)
|       |               |         |                                                   |
| Japão | 88 - 17       | Espanha | Estádio: Murphy Reserve, Port Melbourne, Victoria |
| 13 10 | Goals Behinds | 2 5     | Estádio: Murphy Reserve, Port Melbourne, Victoria |

|         |               |        |                                                   |
| Irlanda | 31 - 23       | Canadá | Estádio: Murphy Reserve, Port Melbourne, Victoria |
| 4 7     | Goals Behinds | 3 5    | Estádio: Murphy Reserve, Port Melbourne, Victoria |

|                |               |               |                                                   |
| Estados Unidos | 62 - 34       | África do Sul | Estádio: Murphy Reserve, Port Melbourne, Victoria |
| 9 8            | Goals Behinds | 4 10          | Estádio: Murphy Reserve, Port Melbourne, Victoria |

|               |               |              |                                                   |
| Nova Zelândia | 56 - 22       | Grã Bretanha | Estádio: Murphy Reserve, Port Melbourne, Victoria |
| 8 8           | Goals Behinds | 3 4          | Estádio: Murphy Reserve, Port Melbourne, Victoria |

|                  |               |       |                                                   |
| Papua Nova Guiné | 59 - 42       | Samoa | Estádio: Murphy Reserve, Port Melbourne, Victoria |
| 8 11             | Goals Behinds | 6 6   | Estádio: Murphy Reserve, Port Melbourne, Victoria |

### 2ª Rodada
(Sexta-feira, 5 de agosto de 2005)
|               |               |         |                                                   |
| Nova Zelândia | 105 - 3       | Espanha | Estádio: Murphy Reserve, Port Melbourne, Victoria |
| 15 15         | Goals Behinds | 0 3     | Estádio: Murphy Reserve, Port Melbourne, Victoria |

|                  |               |        |                                                   |
| Papua Nova Guiné | 41 - 27       | Canadá | Estádio: Murphy Reserve, Port Melbourne, Victoria |
| 5 11             | Goals Behinds | 4 3    | Estádio: Murphy Reserve, Port Melbourne, Victoria |

|     |               |         |                                                   |
| EUA | 17 - 13       | Irlanda | Estádio: Murphy Reserve, Port Melbourne, Victoria |
| 2 5 | Goals Behinds | 1 7     | Estádio: Murphy Reserve, Port Melbourne, Victoria |

|               |               |        |                                                   |
| África do Sul | 30 - 28       | 'Japão | Estádio: Murphy Reserve, Port Melbourne, Victoria |
| 4 6           | Goals Behinds | 4 4    | Estádio: Murphy Reserve, Port Melbourne, Victoria |

|       |               |              |                                                   |
| Samoa | 78 - 8        | Grã Bretanha | Estádio: Murphy Reserve, Port Melbourne, Victoria |
| 12 6  | Goals Behinds | 1 2          | Estádio: Murphy Reserve, Port Melbourne, Victoria |

### 3ª Rodada
(Domingo, 7 de agosto de 2005)
|         |               |               |                                              |
| Irlanda | 69 - 10       | África do Sul | Estádio: TEAC Oval, Port Melbourne, Victoria |
| 10 9    | Goals Behinds | 1 4           | Estádio: TEAC Oval, Port Melbourne, Victoria |

|      |               |         |                                              |
| EUA  | 41 - 12       | Espanha | Estádio: TEAC Oval, Port Melbourne, Victoria |
| 5 11 | Goals Behinds | 2 0     | Estádio: TEAC Oval, Port Melbourne, Victoria |

|       |               |        |                                        |
| Samoa | 46 - 42       | Canadá | Estádio: Optus Oval, Carlton, Victoria |
| 7 4   | Goals Behinds | 6 6    | Estádio: Optus Oval, Carlton, Victoria |

|               |               |       |                                              |
| Nova Zelândia | 79 - 6        | Japão | Estádio: TEAC Oval, Port Melbourne, Victoria |
| 11 13         | Goals Behinds | 1 0   | Estádio: TEAC Oval, Port Melbourne, Victoria |

|                  |               |              |                                        |
| Papua Nova Guiné | 59 - 14       | Grã Bretanha | Estádio: Optus Oval, Carlton, Victoria |
| 8 11             | Goals Behinds | 2 2          | Estádio: Optus Oval, Carlton, Victoria |

### 4ª Rodada
(Terça-feira, 9 de agosto de 2005) 
|         |               |       |                                          |
| Irlanda | 53 - 6        | Japão | Estádio: City Oval, Wangaratta, Victoria |
| 7 11    | Goals Behinds | 1 0   | Estádio: City Oval, Wangaratta, Victoria |

|              |               |        |                                                       |
| Grã Bretanha | 25 - 23       | Canadá | Estádio: Wangaratta Showgrounds, Wangaratta, Victoria |
| 3 7          | Goals Behinds | 3 5    | Estádio: Wangaratta Showgrounds, Wangaratta, Victoria |

|                  |               |     |                                          |
| Papua Nova Guiné | 47 - 46       | EUA | Estádio: City Oval, Wangaratta, Victoria |
| 7 5              | Goals Behinds | 7 4 | Estádio: City Oval, Wangaratta, Victoria |

|               |               |         |                                          |
| África do Sul | 84 - 13       | Espanha | Estádio: City Oval, Wangaratta, Victoria |
| 12 12         | Goals Behinds | 2 1     | Estádio: City Oval, Wangaratta, Victoria |

|               |               |       |                                                       |
| Nova Zelândia | 98 - 27       | Samoa | Estádio: Wangaratta Showgrounds, Wangaratta, Victoria |
| 16 2          | Goals Behinds | 4 3   | Estádio: Wangaratta Showgrounds, Wangaratta, Victoria |

### Classificação após 4 rodadas
|                                                                                       | TIME             | V | D | PP  | PC  | %      |
| ------------------------------------------------------------------------------------- | ---------------- | - | - | --- | --- | ------ |
| 1                                                                                     | Nova Zelândia    | 4 | 0 | 338 | 58  | 582.76 |
| 2                                                                                     | Papua Nova Guiné | 4 | 0 | 206 | 129 | 159.69 |
| 3                                                                                     | Irlanda          | 3 | 1 | 166 | 56  | 296.42 |
| 4                                                                                     | EUA              | 3 | 1 | 166 | 106 | 156.60 |
| 5                                                                                     | Samoa            | 2 | 2 | 193 | 207 | 93.24  |
| 6                                                                                     | África do Sul    | 2 | 2 | 158 | 172 | 91.86  |
| 7                                                                                     | Japão            | 1 | 3 | 128 | 179 | 71.51  |
| 8                                                                                     | Grã Bretanha     | 1 | 3 | 69  | 216 | 31.94  |
| 9                                                                                     | Canadá           | 0 | 4 | 115 | 143 | 80.42  |
| 10                                                                                    | Espanha          | 0 | 4 | 45  | 318 | 14.15  |
| Key: V = Vitórias, D = Derrotas, PP = Pontos Pró, PC = Pontos Contra, % = Gol average |                  |   |   |     |     |        |

### Semifinais
(Quinta-feira, 11 de agosto de 2005) 
|               |               |     |                                                   |
| Nova Zelândia | 64 - 46       | EUA | Estádio: Murphy Reserve, Port Melbourne, Victoria |
| 10 4          | Goals Behinds | 7 4 | Estádio: Murphy Reserve, Port Melbourne, Victoria |

|                  |               |         |                                                   |
| Papua Nova Guiné | 34 - 25       | Irlanda | Estádio: Murphy Reserve, Port Melbourne, Victoria |
| 5 4              | Goals Behinds | 3 7     | Estádio: Murphy Reserve, Port Melbourne, Victoria |

### Fase de Classificação
(Quinta-feira, 11 de agosto de 2005) 
|        |                               |         |                                                   |
| Canadá | Canadá ganhou por desistência | Espanha | Estádio: Murphy Reserve, Port Melbourne, Victoria |

|              |               |       |                                                   |
| Grã Bretanha | 63 - 23       | Japão | Estádio: Murphy Reserve, Port Melbourne, Victoria |
| 9 9          | Goals Behinds | 3 5   | Estádio: Murphy Reserve, Port Melbourne, Victoria |

|       |               |               |                                                   |
| Samoa | 50 - 21       | África do Sul | Estádio: Murphy Reserve, Port Melbourne, Victoria |
| 7 8   | Goals Behinds | 3 3           | Estádio: Murphy Reserve, Port Melbourne, Victoria |

### Finais de Posições Menos Importantes
(Sábado, 13 de agosto de 2005) 
| Nono lugar |               |         |                                               |
| Japão      | 73 - 13       | Espanha | Estádio: Optus Oval, Port Melbourne, Victoria |
| 11 7       | Goals Behinds | 2 1     | Estádio: Optus Oval, Port Melbourne, Victoria |

| Sétimo lugar |               |               |                                               |
| Canadá       | 29 - 18       | África do Sul | Estádio: Optus Oval, Port Melbourne, Victoria |
| 4 5          | Goals Behinds | 2 6           | Estádio: Optus Oval, Port Melbourne, Victoria |

| Quinto lugar |               |              |                                              |
| Samoa        | 27 - 15       | Grã Bretanha | Estádio: TEAC Oval, Port Melbourne, Victoria |
| 3 9          | Goals Behinds | 2 3          | Estádio: TEAC Oval, Port Melbourne, Victoria |

| Terceiro lugar |               |         |                                              |
| EUA            | 65 - 30       | Irlanda | Estádio: TEAC Oval, Port Melbourne, Victoria |
| 10 5           | Goals Behinds | 4 6     | Estádio: TEAC Oval, Port Melbourne, Victoria |

### Grand final
(Sábado, 13 de agosto de 2005) 
|               |               |                  |                                                       |
| Nova Zelândia | 50 - 32       | Papua Nova Guiné | Estádio: Melbourne Cricket Ground Público: 48.287 [A] |
| 7 8           | Goals Behinds | 5 2              | Estádio: Melbourne Cricket Ground Público: 48.287 [A] |

A Grand Final foi reprisada na Fox Sports (Austrália) e no Fox Footy Channel.
A medalha Melhor e Mais Justo foi entregue ao neozelandês James Bowden.
A  A Grand Final foi disputada como pano de fundo para a partida da 20ª rodada da AFL entre Collingwood e Carlton, então esse é o público total para a partida, embora nem todos os espectadores estivessem dentro do estádio no início ou na conclusão do evento.

## Classificação Final
1. Nova Zelândia
2. Papua Nova Guiné
3. EUA
4. Irlanda
5. Samoa
6. Grã Bretanha
7. Canadá
8. África do Sul
9. Japão
10. Espanha

## Seleção do Campeonato
Como o All-Australian Team na Australian Football League, um time com os melhores jogadores da Copa Internacional foi escolhido.
| Jogador                | País             | Clube                                    | Posição |
| ---------------------- | ---------------- | ---------------------------------------- | ------- |
| Navu Maha              | Papua Nova Guiné | Centrals                                 |         |
| David Gavara-Nanu      | Papua Nova Guiné | New Ireland                              |         |
| Stanley Tapend         | Papua Nova Guiné | Enga                                     |         |
| Alister Sioni          | Papua Nova Guiné | West New Britain                         |         |
| Richard Bradley        | Nova Zelândia    | Eastern Blues                            |         |
| Craig Ashton           | Nova Zelândia    | Takapuna Eagles                          |         |
| James Bowden           | Nova Zelândia    | Eastern Blues                            |         |
| Andrew Congalton       | Nova Zelândia    | Takapuna Eagles                          |         |
| Todd Danks             | Nova Zelândia    | North Shore Tigers                       |         |
| James Brunmeier        | Estados Unidos   | Milwaukee Bombers                        |         |
| Donnie Lucero          | Estados Unidos   | Orange County Bombers                    |         |
| Michito Sakaki         | Japão            | Waseda University                        |         |
| Mtutuzeli Hlomela      | África do Sul    | Eldorado Park                            |         |
| Steven Malinga         | África do Sul    | Itoseng                                  |         |
| Clifford Richardson    | Irlanda          | Edinburgh Old Town Bloods                |         |
| Mike Finn              | Irlanda          |                                          |         |
| Rob Burgess            | Grã Bretanha     | Wandsworth Demons                        |         |
| Jose Francisco Lorente | Espanha          | Madrid Bears                             |         |
| Fia Tootoo             | Samoa            | Moorabbin Kangaroos / Fasitoo-Uta Tigers |         |
| Mateta Kirisome        | Samoa            | Fasitoo-Uta Tigers                       |         |
| Rob McEwan             | Canadá           | Windsor Mariners                         |         |
| Paul Loghanne          | Canadá           | Mississauga Demons                       |         |

### Vencedores do Melhor e Mais Justo do Torneio
| Jogador    | País             | Clube                                    |
| ---------- | ---------------- | ---------------------------------------- |
| Navu Maha  | Papua Nova Guiné | Centrals                                 |
| Fia Tootoo | Samoa            | Moorabbin Kangaroos / Fasitoo-Uta Tigers |

## Ligações Externas
- http://www.aussierulesinternational.com
- Australian Football International Cup, 2005 - World Footy News review of all matches
- Match results from the Footy Record